# Point Hope
Point Hope is een plaats (city) in de Amerikaanse staat Alaska, en valt bestuurlijk gezien onder North Slope Borough.

## Demografie
Bij de volkstelling in 2000 werd het aantal inwoners vastgesteld op 757.
In 2006 is het aantal inwoners door het United States Census Bureau geschat op 674, een daling van 83 (-11,0%).

## Geografie
Volgens het United States Census Bureau beslaat de plaats een oppervlakte van
16,6 km², waarvan 16,4 km² land en 0,2 km² water.

## Plaatsen in de nabije omgeving
De onderstaande figuur toont nabijgelegen plaatsen in een straal van 164 km rond Point Hope.